# Muffin Break
Muffin Break est une chaine de franchises de Foodco qui exploite de petits cafés-boulangerie en Australie, en Nouvelle-Zélande, au Royaume-Unii et en Inde,. En 2013, Muffin Break comptait 275 magasins dans le monde : 190 en Australie, 37 en Nouvelle-Zélande, 2 en Inde et 46 au Royaume-Uni. Muffin Break est la société sœur de Jamaica Blue (en), une autre franchise de Foodco. 

## Histoire
Le concept Muffin Break est né au Canada dans les années 1970, mais il a été acquis par Foodco et amélioré pour les conditions contemporaines. Le premier des nouveaux magasins Muffin Break a ouvert ses portes en 1989 à Coolangatta, au Queensland. 
Le premier magasin Muffin Break en Nouvelle-Zélande a ouvert à Auckland en 1994. Muffin Break est entré sur le marché britannique en 2001. 
En février 2012, Foodco a accordé à South Asian Food and Hospitality les droits sur le concept Muffin Break en Inde. La société a ouvert son premier magasin à New Delhi en septembre 2012. Muffin Break a depuis cessé ses opérations en Inde. 
En décembre 2015, un partenariat a été conclu entre Foodco et Croc's Playcentres, une franchise australienne de centres de divertissement familial. Ce partenariat a vu des cafés Muffin Break installés dans tous les nouveaux centres de Croc's et les franchisés Croc's existants ont eu la possibilité de convertir leurs cafés en cafés Muffin Break.   

## Pratiques sociales
Depuis 2014, plusieurs restaurants Muffin Break d'Australie ont été accusés d'avoir sous-payé certains de leurs employés. Leurs propriétaires ont ordinairement reconnu les faits et versé des compensations aux employés concernés,,,,.